# Берестечко
Бересте́чко (МФА: [bereˈstɛt͡ʃkɔ] ( прослухати)) — місто в Україні, у Луцькому районі Волинської області. Одне з найменших в Україні за кількістю мешканців. Центр Берестечківської міської громади.
19 липня 2020 року, в результаті адміністративно-територіальної реформи та ліквідації Горохівського району, місто увійшло до складу Луцького району.

## Географія
Берестечко розташоване на березі річки Стир, у південній частині Волинської області, на кордоні з Рівненською та Львівською областями, за 47 км на південь від міста Луцьк.

## Клімат
У Берестечку вологий континентальний клімат. Середньорічна температура становить +8.9 °C. Липень є найтеплішим місяцем року із середньою температурою +20.1 °C. Найпрохолодніший місяць — січень, із середньою температурою -3.0 °C. У рік випадає близько 773 мм опадів.
| Кліматограма Берестечка                                                                                                   | Кліматограма Берестечка | Кліматограма Берестечка | Кліматограма Берестечка | Кліматограма Берестечка | Кліматограма Берестечка | Кліматограма Берестечка | Кліматограма Берестечка | Кліматограма Берестечка | Кліматограма Берестечка | Кліматограма Берестечка | Кліматограма Берестечка |
| --- | ----------------------- | ----------------------- | ----------------------- | ----------------------- | ----------------------- | ----------------------- | ----------------------- | ----------------------- | ----------------------- | ----------------------- | ----------------------- |
| С | Л                       | Б                       | К                       | Т                       | Ч                       | Л                       | С                       | В                       | Ж                       | Л                       | Г                       |
| 47 −1 −6 | 45 1 −5                 | 53 7 −2                 | 56 14 4                 | 78 19 10                | 87 22 13                | 105 24 16               | 77 24 15                | 72 19 11                | 52 13 6                 | 49 7 2                  | 52 2 −3                 |
| Середня макс. і мін. температури повітря (°C) Атмосферні опади (мм), за рік : 773 мм. Джерело: «Climate-Data.org» (англ.) |                         |                         |                         |                         |                         |                         |                         |                         |                         |                         |                         |

## Походження назви
Про походження назви міста Берестечка існує чимало міфічних легенд. Одна з них розповідає, що частина переселенців з міста Берестя прийшли на річку Стир, заклали тут своє поселення, а назву дали на честь рідного Берестя. З іншої версії стає відомо, що довкола Берестечка були густі великі ліси, у котрих особливо дуже багато росло берестів. Звідси й назва — Берестечко. Таке походження назви найбільш ймовірне. В архівних документах XV ст. зустрічаються назви: Берестовка, Бересточечек, Бересточочек, Берестечко.

## Історія
Люди в межах сучасного Берестечка почали селитися ще за часів бронзової епохи. На території міста знайдені кам'яні та крем'яні сокири городоцько-здовбицької та стжижовської культур періоду другої половини ІІІ — першої половини ІІ тисячоліття до нашої ери. У 1962 році випадково було виявлено гуртове поховання городоцько-здовбицької культури. Біля кісток людини знаходився кам'яний кинджал і наконечники до стріл.

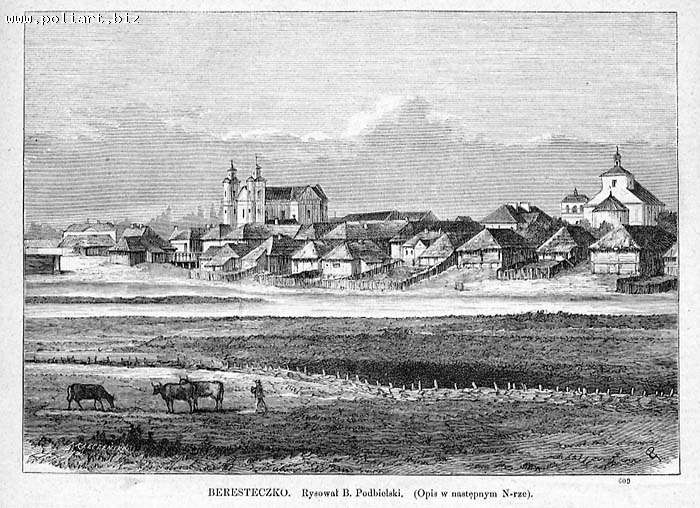
Берестечко, вигляд із правого берега річки

Давня історія Берестечка тісно пов'язана з історією древнього Перемиля. Великим і далеко знаним під час Київської Русі був Перемиль. Перша згадка про нього відноситься до 1 червня 1097 року. Величне місто-фортеця, центр удільного князівства 1241 року, Перемиль вперше зазнав розорення і спалення від рук монголо-татар. Потім місто хоч і піднялося з руїн, та минулої величі вже не здобуло.
Як передмістя Перемиля виникло Берестечко. Згодом воно стає самостійним поселенням. Вперше його назва згадується більше 550 років тому як село Берестки Перемильської волості у грамоті Великого князя Литовського Казимира Ягелончика від 1-го червня 1445 року.
У XV та першій половині XVI століть Берестечко належало Боговитіним, які, як гадають, походили від давньоруських князів Крокотків. У 1544 році Федора Богушівна Боговитівна — донька Михайла Боговитиновича Богуша — вийшла заміж за київського воєводу Семена (Фрідріха) Глібовича Пронського і як придане внесла Берестечко в дім південноруських князів Пронських, які походили з дому Святого Володимира. Семен (Фридерик) Пронський (помер у 1555 році) був житомирським (1538—1539 р.), брацлавським і вінницьким старостою (1540—1541 р.), київським воєводою (1544—1555), чорнобильським державцем (1549—1555 р.), батьком чотирьох дітей: Юрія (Єжи), Олександра, Марухни (Марухи) і Галшки.
Як видно з господарської люстрації 1545 року, власники Берестечка зобов'язували своїх людей йти на будівництво Перемильської вежі, доставляли для цього необхідні матеріали. Як, зрештою, і на замкову городню в Луцьку. Брали вони на це по одному грошу з воза від кожного господарства.

### Надання Магдебурзького права

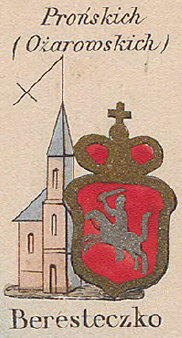
Берестечко на мапі Зигмунда Герстмана

7 липня 1547 року великий Литовський князь, король Польщі Сигизмунд ІІ Август, дозволив князеві Семену (після хрещення за католицьким обрядом — Фридерику, чи Фрідріху) Пронському у його селі Берестечку закласти місто:
Де маєтность та (тобто Берестечко) княжни Марусі Богушівни Богодивної дісталася її коханому князю Фрідріху Глібовичу Пронському, дозволити йому в Берестечку місто зводити, мати корчми з медом і пивом, корчми самогонні і винні, одержувати чопове, торгове мито, торги проводити в кожен понеділок, а ярмарки на Іллі і на запусти перед Пилипівкою.
Після смерті Фрідріха Пронського у 1555 р. його вдова Федора повторно виходить заміж — за гнезненського каштеляна Миколая Тшебуховського. Стараннями Тшебуховського місто 1559 р. дістає грамоту на магдебурзьке право від Сигізмунда Августа.
Ставши містом, Берестечко значно піднеслося у своєму розвитку. Особливо це було помітно після занепаду Перемиля. Як свідчить карта торговельних шляхів XVI століття, через Берестечко йшли купці з Козятина, Вовковичів, Луцька, Кам'янки-Струмилової та багатьох інших міст і поселень. Про швидке зростання Берестечка можна судити з того, що в 1569 році в актах Люблінської політичної унії Берестечко вже згадується в числі місцевостей, які складають Луцький повіт.
Польський магнат Анджей Лещинський отримав у власність Берестечко, яке було успадковане родичами його другої дружини — княжни Федори Сангушко, доньки брацлавського воєводи Романа Сангушка.
За часів володіння містом польськими магнатами Лещинськими в місті існував кальвінський збір, діяла велика громада кальвіністів. Зокрема, опікувався ними дідич Анджей Лещинський — дерптський воєвода, онук белзького воєводи Рафала Лещинського.
Єдиний примірник старовинної гербової печатки Берестечка відомий з колекції матеріалів графів Потоцьких, що зберігається у фондах Центрального державного історичного архіву України в м. Києві і датований 1743 р. (Ф. 49. — Оп. 1. — Спр. 2658. — Арк. 3). В полі печатки — овальний щиток, увінчаний короною і обрамлений військовою арматурою; в щитку — людська постать у короткій одежі (напівоголена), що тримає в правій руці предмет на довгому древку (найімовірніше — постать Святого Івана Предтечі, патрона місцевої католицької парафії, з хоругвою в руці). Довкола герба залишки напису: « * BERESTEK…». Судячи із символіки, печатка виникла не раніше 1651 року (як відомо, парафію в ім'я свого патрона — Св. Івана Предтечі — заснував у місті король Ян ІІ Казимир після поразки під Берестечком козаків на чолі з Богданом Хмельницьким: див. Słownik geograficzny Królewstwa Polskiego i innych krajów słowiańskich. — T. 1. — Warszawa, 1880. — S. 140). Крім того, в актовій книзі Берестецького магістрату XVII століття (зберігається так само у фондах ЦДІА України в Києві) під 1678 роком міститься згадка про «срібну міську печатку з вирізьбленими літерами» («pieczęć miejska srebrna z literami wyrzytymi»).

### Битва під Берестечком 1651 року
Битва під Берестечком (28 червня — 10 липня 1651) — найбільша битва Хмельниччини, яка відбулася біля містечка Берестечка між українським Військом Запорозьким під командуванням Богдана Хмельницького та союзним йому кримськотатарським військом Ісляма III Ґерая з одного боку та армією Речі Посполитої під командуванням Яна II Казимира з іншого.

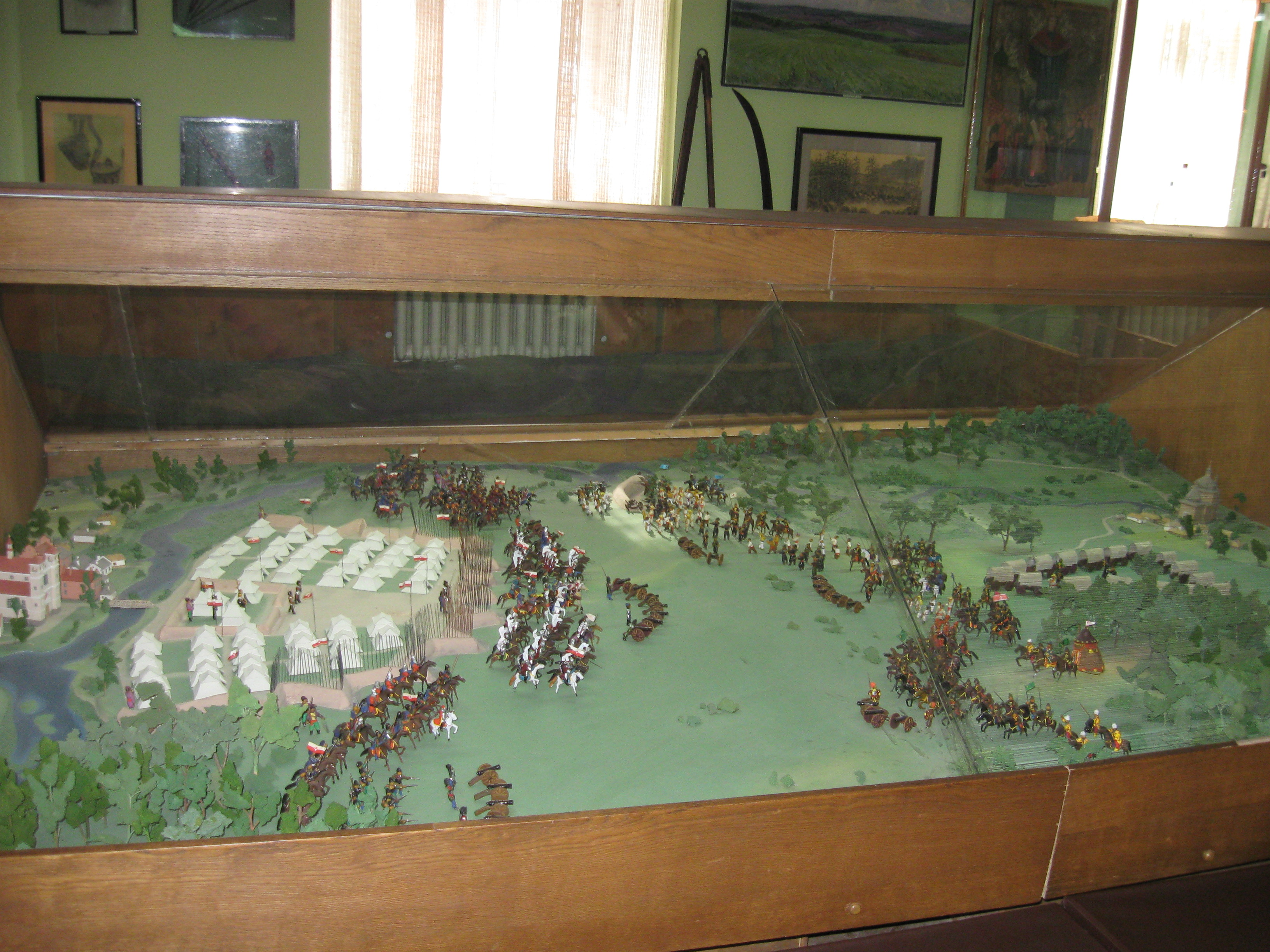
Макет Берестецької битви у краєзнавчому музеї м. Рівного

Згідно з польськими історичними джерелами XVII—XVIII століть, кількість польського війська становила до 300 000 вояків. Також є свідчення про те, що поляки мобілізували на війну кожного сьомого підданого держави. Важливим свідченням кількості українського козацького війська є твердження одного з учасників битви з польського боку про стотисячне українсько-козацьке військо. Сучасні українські академічні дослідження в середньому подають чисельність козацької армії у 100 000, кримськотатарської у 30 000 (тобто у максимальну її можливу кількість за умови, коли в поході бере участь сам хан; хоча в радянській історіографії побутувала думка про те, що чисельність кримсько-татарської орди, навіть на чолі з ханом ніколи не перевищувала 10 000—15 000 вояків, а за повідомленнями турецького мандрівника Евлія Челебі, свідчення якого певно є найоб'єктивнішими та неупередженими, кількість кримсько-татарської орди на чолі з ханом не могла бути більшою за 8—10 тисяч осіб). Чисельність армії Речі Посполитої оцінюється більшістю сучасних українських істориків у 200 000 військових.
Битва закінчилась перемогою польського війська, однак козацька армія не була розгромлена. Загальноприйнятою є думка, що основних своїх втрат козаки зазнали, переправляючись через р. Пляшівку, під час виходу з битви. Однак останні наукові дослідження показують, що кількість загиблих козаків у польських історичних джерелах (до 30 000 убитими) є значно перебільшеною. Археологічні розкопки, що проводяться в останні десятиліття на місці битви, віднайшли рештки лише близько сотні загиблих під час переправи козаків. Іншим свідченням на користь незначних втрат української армії було те, що Богдан Хмельницький уже через два місяці зумів зібрати майже стотисячне військо під Білою Церквою, блокувавши там польсько-литовські війська і змусивши їх укласти мир, що було би неможливим за умов важких втрат українсько-козацької армії під Берестечком. В радянській історіографії (до початку розкопок на місці битви) була поширена цифра у 10 000 загиблих у ході битви козаків.
Причиною поразки козацького війська було те, що татари зненацька полишили поле бою, захопивши із собою Богдана Хмельницького.
Битва під Берестечком була найбільшою за всю Визвольну війну.
Однією зі складових успіху королівських військ у битві під Берестечком була тактика побудови й ведення бою, що сильно відрізнялася від застосовуваної поляками раніше. Війська були розставлені цього разу незвичним німецьким способом, і козаки не змогли скористатися досвідом, який вони нагромадили за час попередніх війн. Усі атаки зустрічалися і відбивалися з незвичайною ефективністю.

### Перша світова війна
Багато жителів містечка під виглядом евакуації було вивезено на схід, частина залишилась. 26—27 липня 1914 року відбувся кавалерійський бій поблизу Берестечка, який завершився повною поразкою австрійського спецназу і відступом їх до Бродів. На початку 1915 року бойові дії були перенесені безпосередньо на територію Волині. 2 травня 1915 р. німецько-австрійські війська прорвали фронт і захопили західну Волинь. Різко зросли ціни на пиво, продукти та паливо. Населення голодувало, спалахнув тиф. У 1916 році окупаційні війська Південно-Західного фронту царської Росії під командуванням Брусилова перейшли в наступ і знову зайняли місто.
У районі Берестечка в 1916—1917 роках стояла 113-та піхотна дивізія російської армії, від солдатів якої населення дізналося про зруйнування царизму і жовтневий переворот у Петрограді. Голодні, замерзлі, злі солдати відмовлялись воювати; зафіксовані випадки братання з німецькими і австро-угорськими вояками, серед них були й галицькі українці.
Німецько-австрійські війська увійшли до Берестечка в лютому 1918 р. Навесні 1919 р. сюди прийшли нові окупанти — поляки. Восени цього ж року поляки на центральній площі Берестечка розстріляли більше тридцяти січових стрільців. Селяни псували полякам гармати, травили отрутою солдатів, спалахнуло повстання, яке було придушене. За підтримки Антанти 25 квітня 1920 року розпочалася радянсько-польська війна. На Південно-Західному фронті проти армії Пілсудського воювали кіннотники Будьонного. 2 серпня 1920 р. на ділянці Боремель — Берестечко річку Стир форсувала 14-а кавалерійська дивізія і відбила Берестечко в поляків. Але після того, як частини Першої кінної армії рушили на захід, Берестечко знову захопили ті самі поляки. Згідно з Ризьким мирним договором 1921 р. Західна Волинь увійшла до складу Польщі.
Розпорядженням міністра внутрішніх справ 5 квітня 1934 р. з міста вилучено землі сіл Старики і Піски та включені до сільської ґміни Берестечко, натомість із сільської ґміни Берестечко вилучено приміські землі мешканців міста з розпарцельованого (поділеного) маєтку Нарічин і луки мешканців села Кутрів та приєднано їх до міста.

### Друга світова війна

#### Німецька окупація
Вже 23 червня 1941 р. німецькі війська зайняли м. Берестечко. З 23 по 29 червня 1941 р. в районі Луцька, Радехова, Бродів, Рівного розгорнувся зустрічний танковий бій. З півдня, з району Бродів, на Радехів і Берестечко проти сил Клейста наступали 15-й та 8-й мехкорпуси. До 25 червня південне ударне угруповання радянських військ, особливо 8-й механізований корпус, який мав у своєму складі 969 танків (з яких 219 КВ і Т-34), здійснило 400-кілометровий марш у загальному напрямку на Берестечко. У розгорнутому 26 червня 1941 р. танковому бою брало участь з обох сторін до 2000 танків. Жорстокі бої розгорнулись за с. Лешнів (14 км південно-західніше Берестечка).
Цей населений пункт німці перетворили на фортецю, зосередивши тут багато прихованих протитанкових гармат, але їх опір було зламано. Розгромивши частини 16-ї танкової дивізії гітлерівців, з'єднання корпусу пересунулося на 30—35 км і ввірвалося в Дубно, але на цьому наступальні можливості 8-го мехкорпусу були вичерпані. В ході цих боїв Південно-Західний фронт втратив дві третини своїх танків.
У роки війни нацисти знищили в Берестечку багатьох жителів. Відразу ж після німецького вторгнення було створено гетто для єврейського населення. Гетто було ліквідовано у вересні 1942 р., розстріляно більше 3 тисяч євреїв у яру за 2 км від міста. Загальна кількість жертв окупаційного режиму становила 4 тисячі. У квітні 1944 року війська 2-го Українського фронту відбили Берестечко від гітлерівців. Фронт на декілька місяців зупинився за два десятки кілометрів від міста. У прифронтовому Берестечку, на польовому аеродромі, базувалися авіачастини дивізії уславленого аса Олександра Покришкіна.

#### Діяльність ОУН/УПА
Окремої сторінки заслуговує діяльність УПА в місті і околицях. З перших днів запрацювала мережа ОУН у терені. Так, 25 червня 1941 загін ОУН(б) зайняв райцентр, який утримував до приходу сил німецької армії. За наказом проводу почались заходи опору. Підпілля очолюють окружний провідник ОУН Стемид (Бондарчук Михайло, с. Мислинці). Районний провідник Сокіл (Ткачук Григорій, м. Горохів) в м. Берестечку до керівництва стають районний провідник ОУН Данило, його заступник Чапай (Пилипович Іван).
На теренах Берестечківщини, зокрема в с. Зелена, Волиця, Лобачівка проходили вишкіл. Під керівництвом старших провідників гартувались військові навички. А у селі Волиця-Лобачівська функціонував політичний вишкіл, куди потрапляли здібніші юнаки.
У липні 1943 року після масових випадків дезертирства українців із батальйонів німецької поліції значно поповнились лави УПА. У кінці липня 1943 року з боку Рівненщини відбувся напад куреня УПА на околиці міста.
З середини липня 1943 року в Берестечку був притулок для кількох тисяч польських біженців з навколишніх сіл. Для їх захисту від УПА німецькою окупаційною адміністрацією були призначені десятки людей з відділення Шуцманшафт, що складалися з поляків. 30 грудня 1943 був здійснений напад сотні УПА під командуванням «Макса» (Максима Скорупського) на польських поліцаїв в маєтку Наречин, поблизу Берестечка, змусивши їх відступити до міста. Потім упівці оточили місто та обстріляли з кулеметів та 76 мм артилерії, вбивши кілька людей. 
Поступово поляки залишили Берестечко й перейшли в Галичину (тоді в межах Генеральної губернії) або були депортовані для примусової праці у Третьому рейху. 17 січня 1944 року німецькі війська евакуювалися з Берестечка. Поблизу Лобачівки відбувся великий бій, у якому загинуло кілька десятків німецьких солдатів, а начальника Горохівської жандармерії Галепея українські партизани взяли в полон. Після переходу Берестечка до рук Червоної армії розпочалися сутички підрозділів ОУН-УПА з військами НКВС.

### Друга половина ХХ століття

Пам'ятник Богданові Хмельницькому (1954)

#### 50—70 роки
Політична «відлига» 1957 року сприяла поверненню репресованих громадян до Берестечка. Економічні реформи сприяли певному розвитку краю. Так, у 1963 році в місто надійшов струм з Добротвірської ДРЕС. Соціальні реформи Хрущова, а за тим Брежнєва, припинення репресій певною мірою сприяли популярності окупаційної влади Радянського Союзу. Проте деякі реформи, зокрема адміністративна, у результаті якої було ліквідовано Берестечківський район (1959 р.), не могли подобатися жителям міста. Жителі міста були дуже обурені та розлютилися. Спалахнув бунт. Але комітет Держбезпеки Горохівського управління внутрішніх справ розігнав протестувальників на площі сльозогінним газом, і бунт був придушений.
У 50—60 роках розвивається інфраструктура Берестечка. У 1961 р. було відкрито зоологічний технікум, згодом реорганізований у ПТУ-27, були відкриті районна лікарня і школа. Будувались заводи, зокрема, будівельних матеріалів, філіали Горохівського плодоконсервного і сирзаводів, павільйон побутового обслуговування, поблизу міста видобували торф. 1 травня 1963 року відкрився міський краєзнавчий музей, очолений Г. С. Філіповичем, який багато зробив для дослідження минулого краю.

## Пам'ятки архітектури

### Мурований стовп

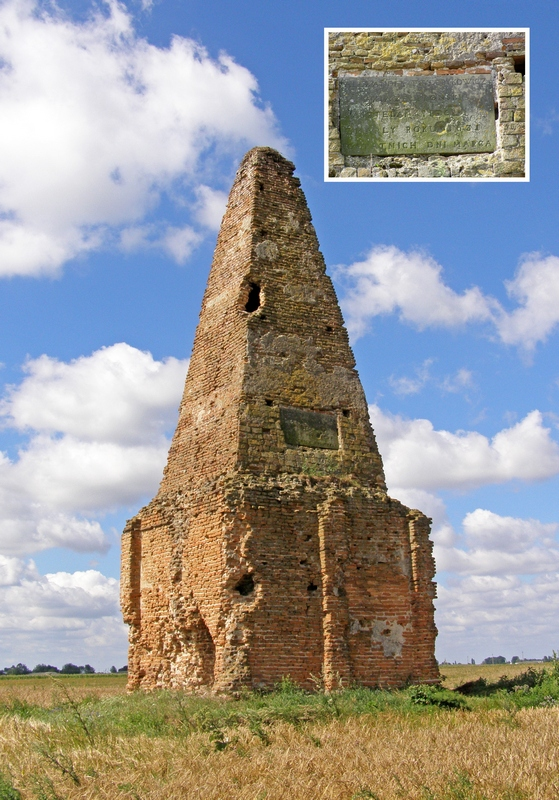
Пам'ятник кн. Олександра Пронського

Стоїть на могилі колишнього власника містечка князя Олександра Пронського (XVI ст.) Місцеві жителі називають пам'ятник «Мурований стовп». Існує легенда, що срібна труна князя була наповнена коштовностями і висіла у склепі на золотих ланцюгах. На стовпі також можна побачити видряпаний напис «Король Сигізмунд Август ІІ».

### Каплиця Святої Теклі

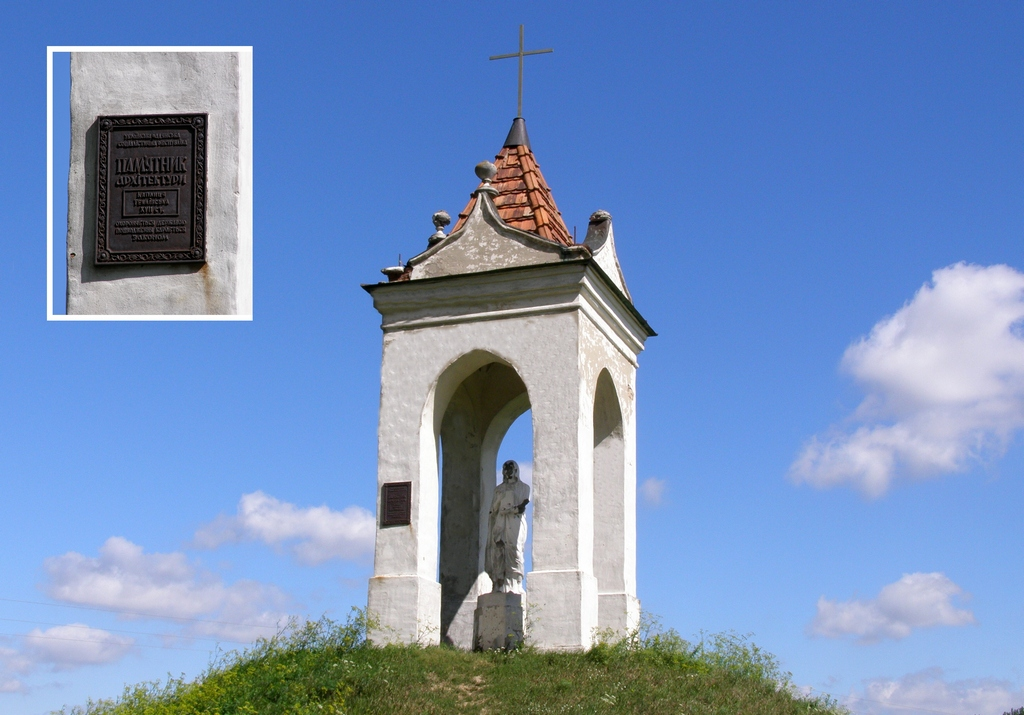
Свята Текля

Каплицю збудовано у 1698 році. Згідно з переказами, її було зведено в пам'ять про українських дівчат та польських монахинь, які, будучи захопленими в полон кримськими татарами, відмовились рухатися далі. Завойовники їхніми тілами вистелили собі дорогу до відступу через болота. Каплицю було названо на честь настоятельниці монахині Теклі. 
Мурована каплиця Святої Теклі розташована у західній частині міста на кургані, який містяни ще називають Дівич-горою. 
Побудована у вигляді чотирьох стовпів зі стрільчастими арками. Перекрита хрещатим склепінням, яке завершується шатровим дахом.
Каплиця Святої Теклі належить до пам'яток-меморіалів України та охороняється державою.

### Костел Святої Тріїці

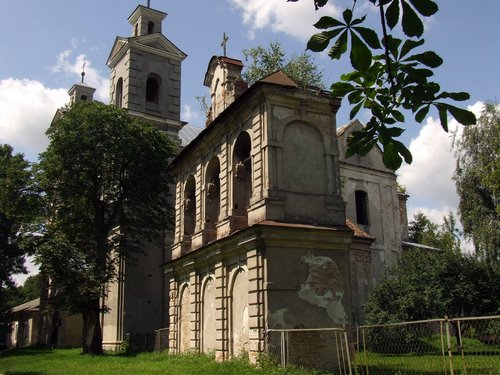
Костел Святої Тріїці

Костел Святої Тріїці був вивершений поляками у XVII ст. на ознаменування своєї перемоги під Берестечком у 1651 р. Побудований у стилі рококо, він вражав своєю вишуканістю архітектури. У підвалах костелу збереглося кілька підземних переходів, які, однак, уже не придатні для використання. Існує інформація, що один із них вів до маєтку князя Пронського, розміщеного неподалік (у наш час приміщення психо-неврологічного інтернату), інший простягався аж на 2 кілометри до маєтку князя Рінчинського (зараз приміщення бібліотеки ПТУ). На жаль, на стані костелу вже неабияк позначилися вплив століть, відсутність належної реставрації, а найбільшеще— людська байдужість (за радянських часів у підвалах навіть були розміщені сирні цехи). Кілька разів тут ніби й бралися за відновлення будівель, однак ентузіазм істориків згасав, а місцеве православне населення не надто цікавиться долею католицького костелу, нехай навіть він зі статусом пам'ятки старовини. Місцева католицька громада робила спроби отримати дозвіл на реставрацію та за власні кошти виконати її, однак чиновники послалися на те, що самі організують ремонт. Католицька громада домоглась права на реставрацію каплички на місцевому польському кладовищі.

### Собор Святої Трійці

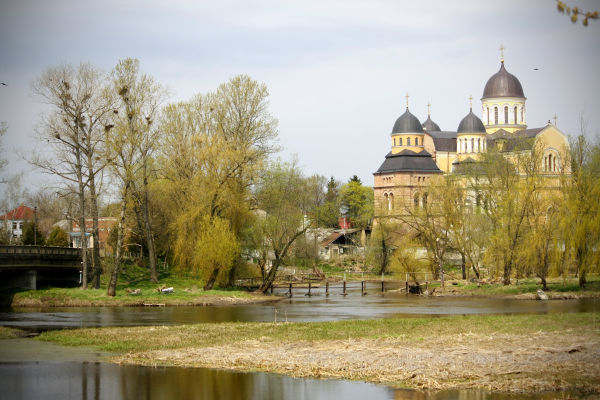
Церква Святої Трійці

Собор Святої Трійці зведений на початку XX століття на честь подвигу козацько-селянського війська у 1651 р. Згідно із задумом архітекторів він мав складатися з трьох частин: Нижньої (Зимової), Основної та Верхньої церкви. Дозволили спорудити лише Нижню та Основну церкви, оскільки стало зрозуміло, що коли буде збудовано повністю собор, він стане вищим за костел, а цього тодішня польська окупаційна влада аж ніяк не могла допустити. Будівництво церкви було припинено, його накрили, прилаштували купол.
З приходом нової окупаційної радянської влади собор перетворили на склад. Богослужіння в церкві відновлено було тільки на початку 90-х років. Було зроблено косметичний ремонт, проведено внутрішній розпис (художник Микола Миколайович Кліцук).
У 2000 році було розпочато масштабну реконструкцію, після її завершення він, як вважається, стане одним із найбільших в Україні. Висота головного купола — понад 50 метрів. Сяють золотом хрести куполів, які в гарну погоду видно за десятки кілометрів.
Між іншим, із знаменною подією 1651 року пов'язана й церква XVIII ст., розташована поряд із Берестечком, над річкою Стир у селі Кутрів.

## Населення
Берестечко сьогодні за кількістю населення мало чим нагадує місто (воно на сто тридцять шостому місці з початку за кількістю жителів в Україні — бл. 1800 мешканців), хоча під статус сказаного цілком підходить.
А між тим перед Другою світовою війною в Берестечку було 5633 жителі, а в період існування царської Росії за окремими даними кількість жителів містечка сягала 3726.
[джерело?]

### Національний склад
Розподіл населення за національністю за даними перепису 2001 року:
| Національність  | Відсоток |
| --------------- | -------- |
| українці        | 97.32 %  |
| росіяни         | 1.88 %   |
| інші/не вказали | 0.80 %   |

### Мова
Розподіл населення за рідною мовою за даними перепису 2001 року:
| Мова       | Кількість | Відсоток |
| ---------- | --------- | -------- |
| українська | 1827      | 98.07 %  |
| російська  | 29        | 1.56 %   |
| білоруська | 3         | 0.16 %   |
| вірменська | 3         | 0.16 %   |
| румунська  | 1         | 0.05 %   |
| Усього     | 1863      | 100 %    |

## Промисловість
До війни тут працювали цегельний, тютюновий і вапняний заводи, водяний млин з олійницею, маслозавод, хлібопекарня, шевські та кравецькі майстерні, виготовляли безалкогольні напої, консерви. У повоєнному 1946 році берестечківські майстри випускали вози, сани, кінську збрую, діжки, дерев'яні відра, столи, табуретки, дверні завіси, віконні ручки, светри, жіночі хустки, рукавички, вироби зі шкіри. Тут працювали лісопильний, цегляний і вапнярний заводи, кузня, слюсарня, столярна і бондарна майстерні, млини, пекарня, олійниця, крупорушка. На водяному млині на річці Стир було встановлено гідрогенератор, який давав місту електроенергію. У 1960-х роках завод будматеріалів випускав черепицю і шифер. Занепад містечка розпочався 1959 року, коли воно перестало бути райцентром.
Нині в Берестечку заводу «Волиньмаш», створеного на базі колишньої військової частини, по суті, вже немає. Возити із залізничної станції Горохів (за 30 кілометрів) метал, щоб зварювати з нього металоконструкції, невигідно. Правда, вдалося відродити плодоконсервний завод (фруктове повидло відправляють у Запоріжжя, Дніпро, Донецьк, Луганськ). Пущено м'ясопереробний цех фірми «Апетит» (ковбасні вироби, копченості). Працює невелика швейна фірма. Відновлено та переобладнано торговою маркою «Пан Курчак» під птахоферми колишні свинарники.
У Берестечку є споживче товариство, комунгосп, лісництво, професійна пожежна команда, відділення 2-х банків.
Жителі Солонева та інших сіл Радивилівського району, розташованих поблизу, знають Берестечко як значний торговельний центр. Нині тут є 34 приватних магазини, ресторанів та кафе, а ще — вісім гастрономів і чотири кафе споживчого товариства. Субота — ринковий день. Привозять свої товари й крамарі з Радивилова, Бродів, Горохова, Демидівки.

## Освіта, культура, медицина

Пам'ятник Тарасові Шевченку

У Берестечку є середня школа, ПТУ, лікарня, психо-неврологічний інтернат, бібліотека, будинок культури, кінотеатр та будинок школяра.
По вулиці Набережній знаходиться музична школа. Колись давно це була синагога, будівля суворо охороняється державою як пам'ятка історії.

Будівля музичної школи (колишня синагога)

У невеликому сквері — пам'ятники Богдану Хмельницькому і Тарасу Шевченку. Перший із них таки ходив вулицями цього міста, другий, очевидно, оглядав поля Берестецької битви і згадав Берестечко у вірші «Ой чого ти почорніло…» і в містерії «Великий льох» (розділ «Три лірники»). Крім того, вважається, що в баладі Шевченка «За байраком байрак…» (цикл «В казематі») також символічно відтворено події Берестецької битви.
14 січня 2019 року відбулися збори парафії, учасники яких одноголосно підтримали перехід Свято-Троїцького собору з УПЦ Московського патріархату до Православної церкви України.

## Постаті, пов'язані з Берестечком

### Народилися
- Дунаєвський Дмитро Йосипович (1905—1944) — український живописець, учасник національно-визвольних змагань.
- Забельський Іосиф Давидович — дитячий письменник, казкар;
- Ошуркевич Галина Олексіївна — художниця-керамістка;
- Ошуркевич Олексій Федорович — український етнограф, фольклорист;
- Павловський Михайло Петрович — хірург, доктор медичних наук, професор, академік;
- Хара Олександр Іванович — лікар, громадський діяч;
- Феодосій Манзюк (Кость Волиняка) — письменник;
- Гольцов Віталій Володимирович — театральний режисер.
- Жозеф Прессман (1904—1967) — французький художник.

### Відвідували
- Богдан Хмельницький;
- Тарас Шевченко;
- Микола Костомаров;
- Дорошенко Дмитро Іванович;
- князь Олександр Пронський;
- Рафал Лещинський — староста корсуньський, мостиський, батько короля Речі Посполитої Станіслава.[18]
- Ян Казимир ІІ — король